# Briséis
Pour les articles homonymes, voir Briséis (homonymie) et Hippodamie.
Dans la mythologie grecque, Briséis (en grec ancien Βρισηΐς / Brisêḯs) est la fille de Brisés, la cousine de Chryséis et l'épouse de Mynès, roi de la ville de Lyrnessos, enlevée pendant la guerre de Troie par Achille (Iliade, II, 689-690) qui a tué ses trois frères et son mari.
Par la suite, elle est prise à Achille par Agamemnon (en remplacement de Chryséis).
Dictys de Crète, qui écrit que Briséis n'est qu'un patronyme signifiant « fille de Brisès », prétend que son vrai prénom est Hippodamie.

## Légende
Un oracle d'Apollon, délivré par le devin Calchas, a forcé Agamemnon, sur l'insistance d'Achille, à renoncer à sa captive, Chryséis. Pour se dédommager et affirmer sa souveraineté, Agamemnon envoie ses deux hérauts Talthybios et Eurybate enlever Briséis à Achille. S'estimant spolié, Achille entre dans une grande colère et refuse alors de se battre aux côtés des armées grecques. Outre cela, il demande à Zeus, par l'intermédiaire de sa mère Thétis, d'accorder la victoire aux Troyens jusqu'à ce que les Grecs le supplient de retourner au combat. Cette colère funeste provoque beaucoup des événements les plus importants de la guerre de Troie, y compris la mort de Patrocle, ami intime d'Achille. La colère d'Achille tient à la fois à l'humiliation que lui a infligée Agamemnon et à son affection pour Briséis : au chant IX de l’Iliade, quand une ambassade envoyée par Agamemnon supplie Achille de renoncer à sa colère, celui-ci dit qu'il aimait Briséis et la considérait comme sa femme : « Tout homme sage et bon aime sa femme et en prend soin. Et moi aussi, j’aimais celle-ci dans mon cœur, bien que captive. »

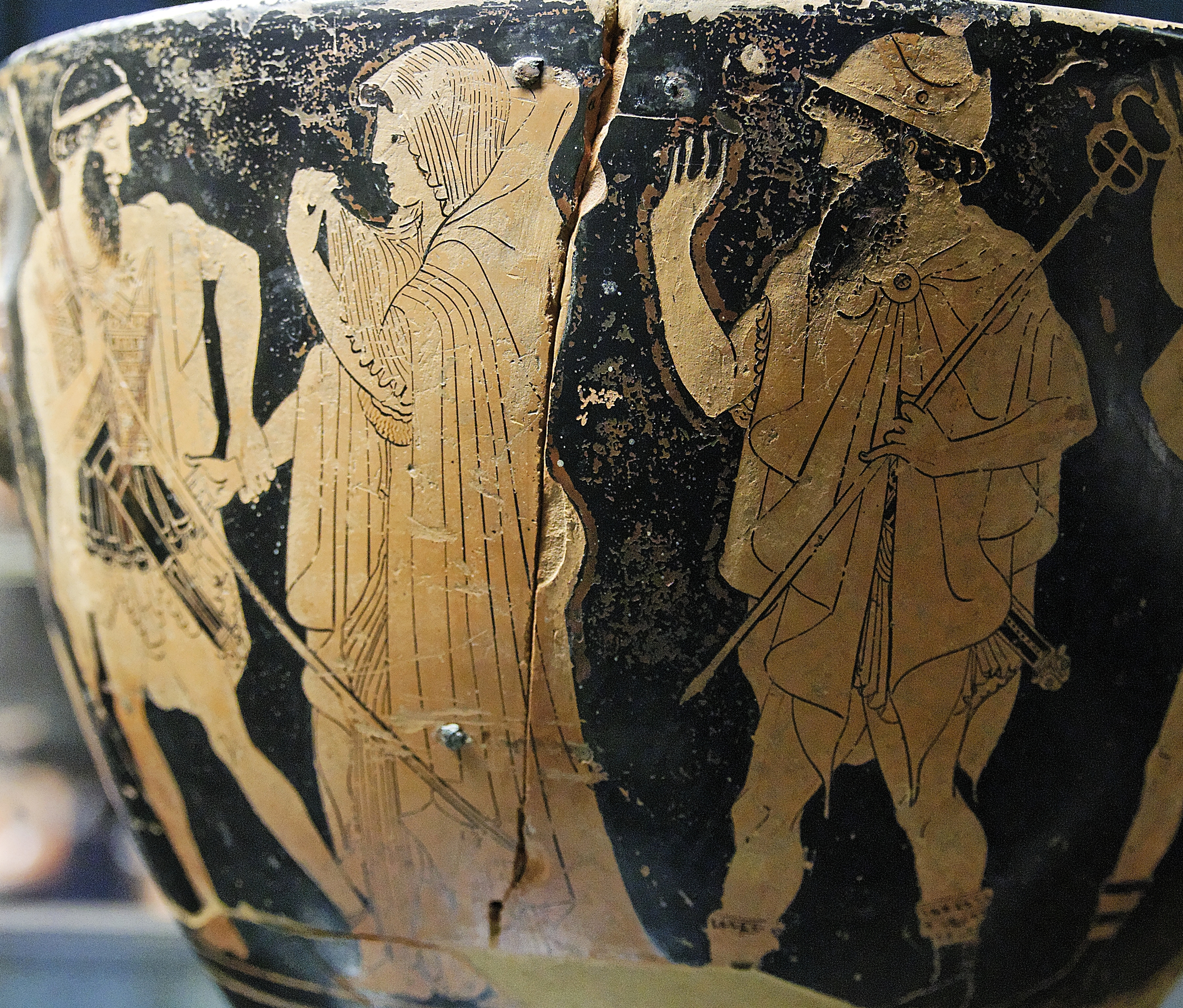
L'enlèvement de Bréiséis, face B d'un skyphos attique à figures rouges

Au chant XIX de l’Iliade, Agamemnon lui rend Briséis en faisant le serment suivant : « je n’ai jamais porté la main sur la vierge Breisèis, ni partagé son lit, et je ne l’ai soumise à aucun travail ; mais elle est restée intacte dans mes tentes. »

## Description
Nous n'avons d'elle que peu de descriptions. Homère dit qu'elle avait de belles joues (Iliade, I, 168). Au Ve siècle av. J.-C., Bacchylide la décrit comme une « femme à la blonde chevelure et au beau corps » (Ode 13, v. 139).

## Interprétations
Pour Jean Haudry, Briséis est une homologue d'Hélène. Le rapt de Briséis et l'immense rançon que doit payer Agamemnon s’interprètent selon un schéma cosmologique, l'enlèvement puis le retour de l'Aurore de l'année avec ses trésors, c'est-à-dire les bienfaits de la belle saison.

## Galerie

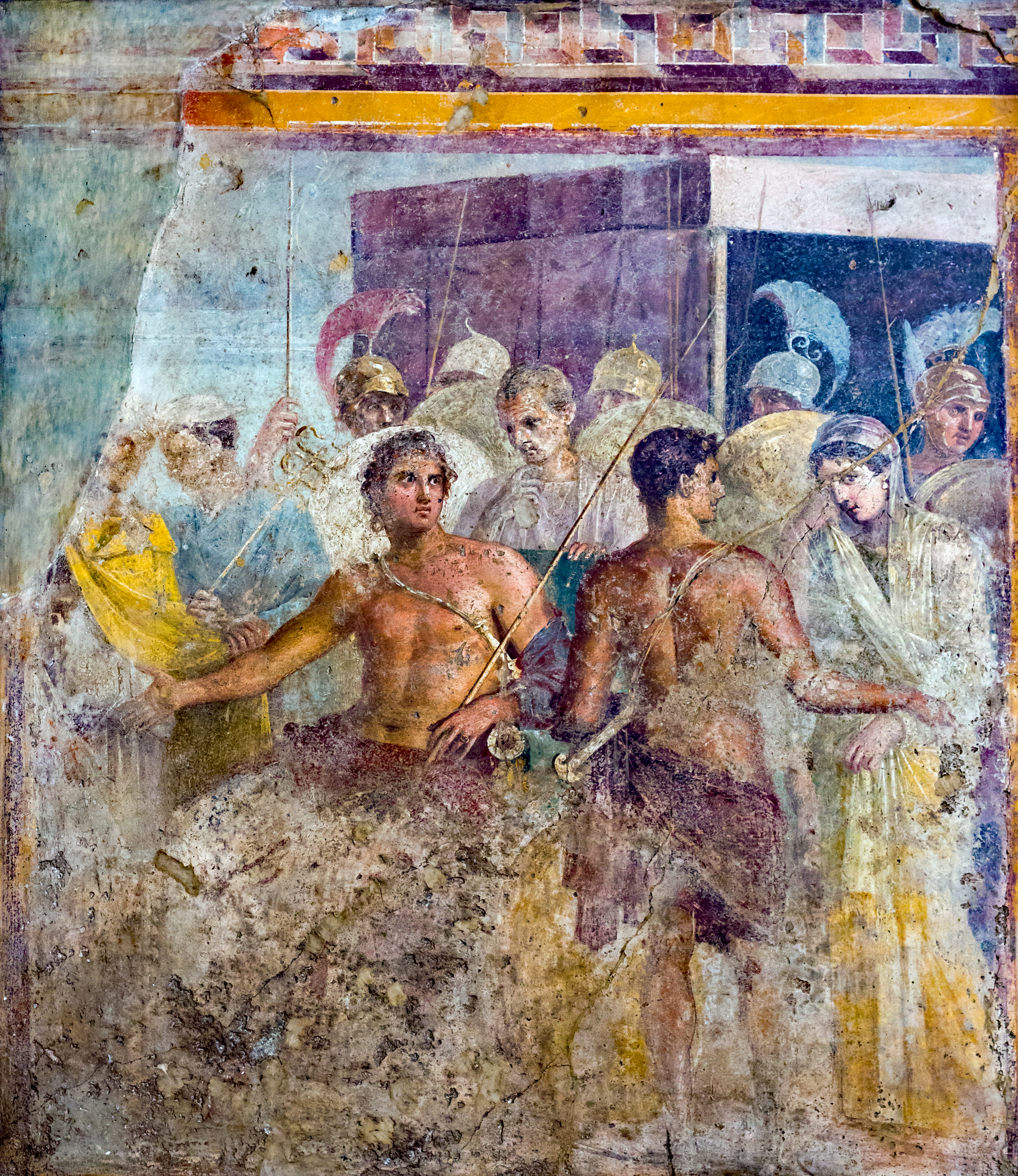
Achille contraint de céder Briséis à Agamemnon (Ier siècle), fresque, musée archéologique national de Naples.
Achille livrant Briséis aux hérauts d'Agamemnon Antonio Canova Museo Correr
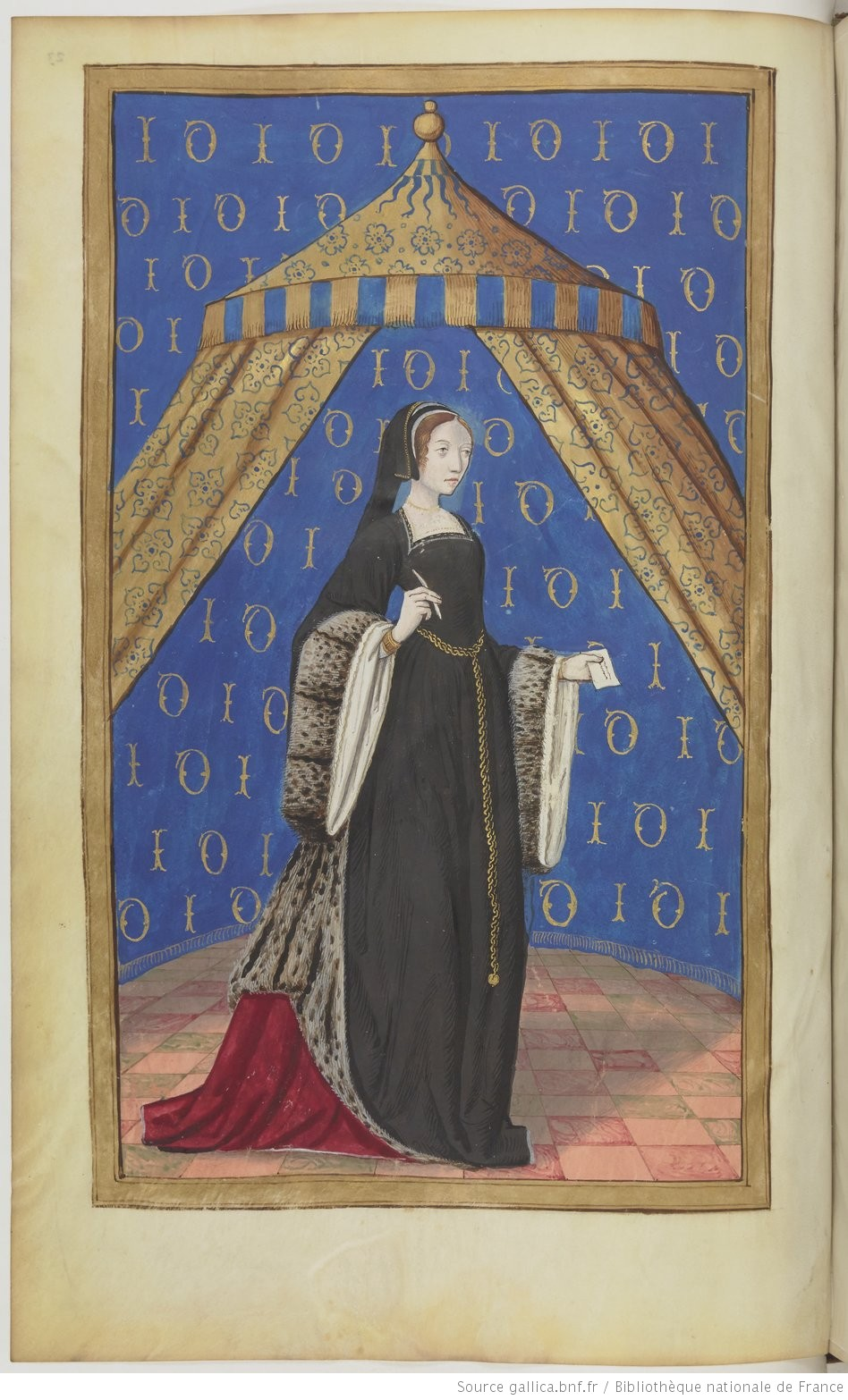
Briséis écrivant (début du XVIe siècle), miniature pour les Héroïdes d'Ovide, Paris, BnF.
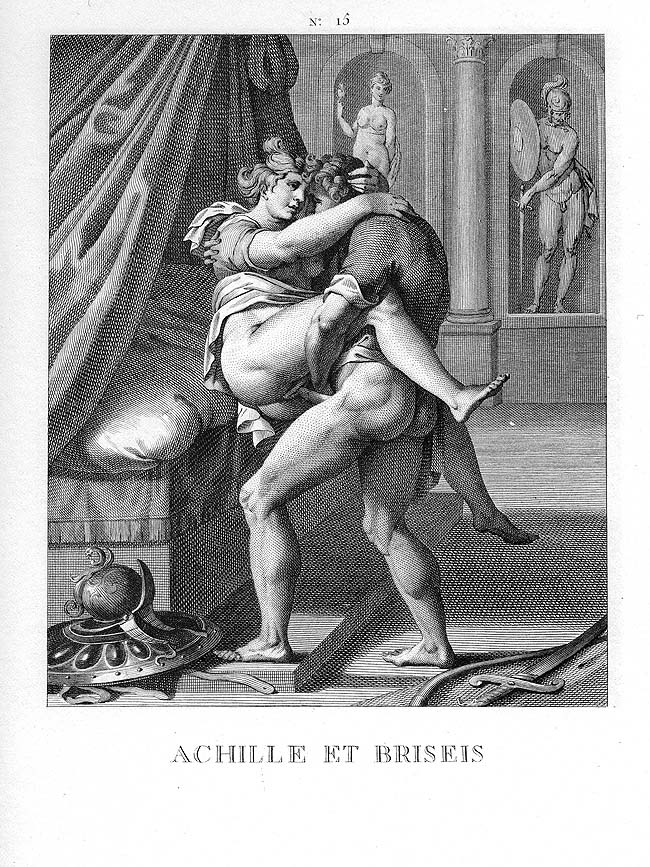
Jacques Joseph Coiny, Achille et Briséis (1798), gravure d'après Agostino Carracci.
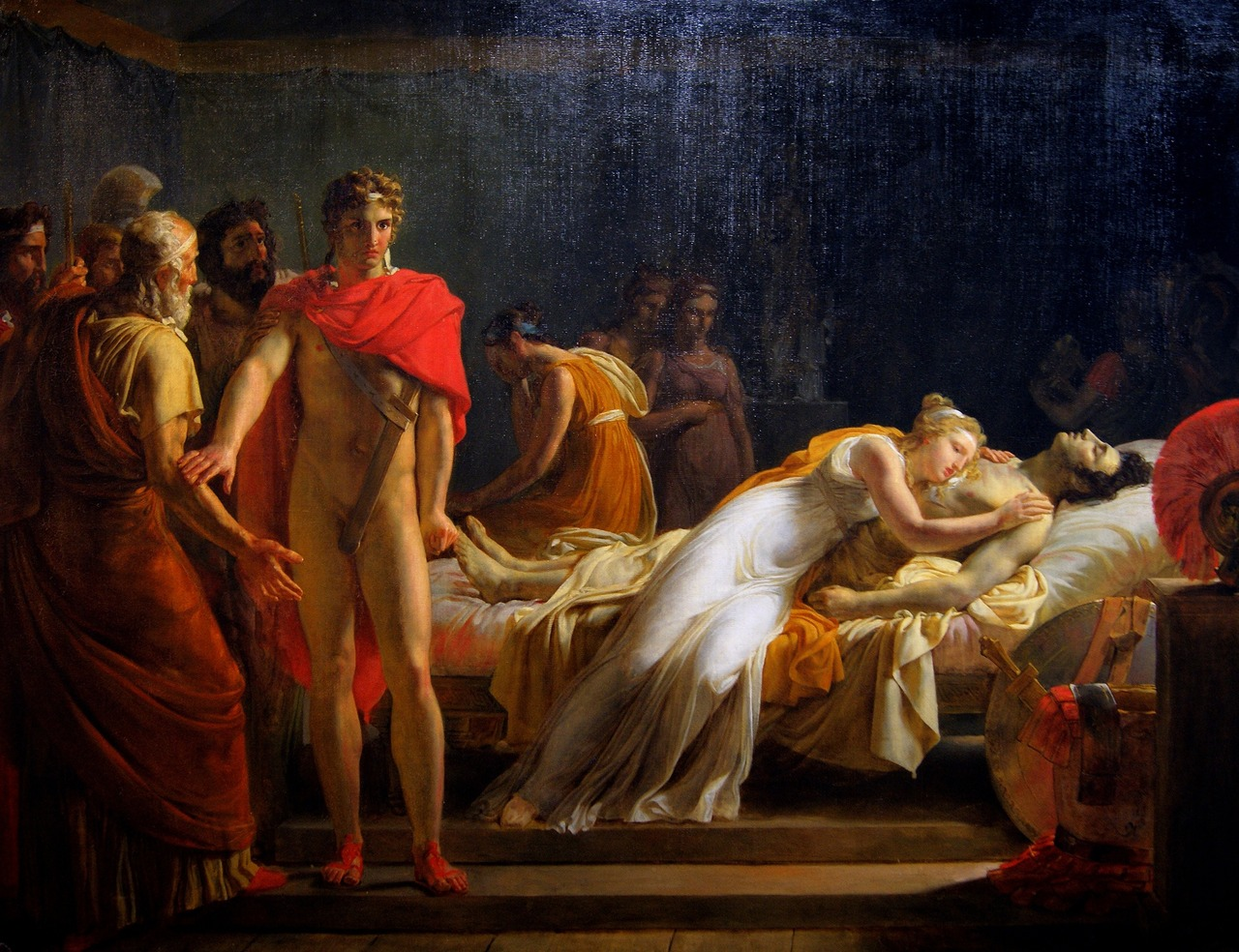
Léon Cogniet, Briséis rendue à Achille découvre dans sa tente le corps de Patrocle (1815), musée des beaux-arts d'Orléans.

## Hommage et œuvres
- L'astéroïde (655) Briséis, découvert en 1907, est nommé en son honneur.
- Dans le film Troie, sorti en 2004 et réalisé par Wolfgang Petersen, Briséis est interprétée par Rose Byrne. Briséis est dans ce film une princesse troyenne, cousine d'Hector et Pâris, vierge et prêtresse d'Apollon. Elle y tue Agamemnon.
- L'autrice Pat Barker a publié deux romans dans lesquels elle réécrit la guerre de Troie et dont le personnage principal est Briséis. :  Le Silence des Vaincues (2022) dans lequel est dépeint sa relation avec Achille, puis Les Exilées de Troie qui se déroule après la victoire des Grecs face à Troie,.